# Новобаварский район (Харьков)
Новобаварский район (укр. Новобаварський район, до 2016 г. — Октябрьский) — административный район в юго-западной части города Харькова. Образован в 1924 году, как административно-территориальная часть города.

## Общие сведения
Район занимает территорию 34,7 км², население района составляет 108,7 тыс. чел. На территории района расположено около 400 улиц, переулков, въездов, проездов. Общая протяженность дорог — 219,68 км.
Географически район располагается на юго-западе Харькова. Соседствует с Холодногорским районом на севере и с Основянским и Шевченковским на востоке. С запада и с юга граничит с ХОАД.

## История
Образован в 1924 году как административно-территориальная часть города.
Распоряжением главы Харьковской ОГА И. Райнина от 17 мая 2016 года Октябрьский район был «декоммунизирован» и переименован в Новобаварский по названию исторической местности Новая Бавария.

## Гимн
Автором музыки гимна района является Вячеслав Корепанов. Слова принадлежат Владимиру Дубровскому.

## Промышленность
Промышленные предприятия Новобаварского района г. Харькова. Общее количество промышленных предприятий — 51. Общее количество работающих, лиц — 18569
Структура промышленного производства (удельный вес видов экономической деятельности к общему выпуску промышленной продукции района %):
- машиностроение 37,4 %
- легкая промышленность 10,5 %
- пищевая промышленность 8,0 %
- металлургия 4,7 %
- химическая промышленность 3,6 %
- производство древесины 0,2 %
- целлюлозно-бумажная промышленность 0,8 %
- другое производство (производство офисной мебели) 34,8 %.

## Жилой фонд
В районе всего домов − 12148 (общ.пл. 2301,8 тыс.кв.км), из них:
- местных советов − 1266 (общ.пл. 1281,4 тыс. км²);
- ведомственных − 159 (69,9 тыс. м²);
- ЖБК − 10 (42,6 тыс. м²);
- частного сектора − 10712 (904,1 тыс. м²);
- ОСМД − 1 (3,8 тыс. м²).

## Образование в Новобаварском районе г. Харькова
На территории района функционирует 19 школ, в которых учатся 9187 учеников, из них:
| Образовательные учреждения                                                                                                 | Адрес учреждения              |
| --- | ----------------------------- |
| Управление образования Октябрьского районного в г. Харькове совета                                                         | Ярославская ул., 21           |
| Харьковская общеобразовательная школа І-ІІІ ступеней № 28                                                                  | ул. Юрия Паращука , 61        |
| Харьковская общеобразовательная школа І-ІІІ ступеней № 54                                                                  | ул. Академика Богомольца, 4   |
| Харьковская общеобразовательная школа І-ІІІ ступеней № 59                                                                  | Чаплыгинский пер., 12         |
| Харьковская общеобразовательная школа І-ІІІ ступеней № 76                                                                  | ул. Герцена, 17               |
| Харьковская гимназия № 79                                                                                                  | Карачевское шоссе, 9          |
| Харьковская общеобразовательная школа І-ІІІ ступеней № 81                                                                  | Красная аллея, 49             |
| Харьковская общеобразовательная школа І-ІІІ ступеней № 92                                                                  | Новопригородная ул., 66       |
| Харьковская специализированная школа І-ІІІ ступеней № 93                                                                   | Ново-Баварский пр., 89а       |
| Харьковская общеобразовательная школа І-ІІІ ступеней № 115                                                                 | ул. Врубеля, 53               |
| Харьковская общеобразовательная школа І-ІІІ ступеней № 127                                                                 | Семинарская ул., 63а          |
| Харьковская общеобразовательная школа І-ІІІ ступеней № 130                                                                 | Светлановская ул., 23         |
| Харьковская общеобразовательная школа І-ІІІ ступеней № 137                                                                 | Конотопская ул., 48           |
| Харьковская специализированная школа І-ІІІ ступеней № 162                                                                  | Львовская ул., 13             |
| Харьковская частная общеобразовательная школа І-ІІІ ступеней «Початок мудростi»                                            | ул. Юрия Паращука,6           |
| Харьковский учебно-воспитательный комплекс № 153                                                                           | ул. Академика Богомольца, 15а |
| Харьковский учебно-воспитательный комплекс № 182                                                                           | Ярославская ул., 24а          |
| Харьковская гимназия № 39                                                                                                  | ул. Грищенко, 45              |
| Харьковская гимназия № 65                                                                                                  | ул. Учебная, 20               |
| Харьковский физико-математический лицей № 27                                                                               | Марьинская ул., 12\14         |
| Харьковская специальная общеобразовательная школа-интернат I—II ступеней для детей с недостатками умственного развития № 2 | Карповский переулок, 21/23    |
| Общеобразовательная санаторная школа-интернат I—III ступеней для детей с заболеваниями сердечно-сосудистой системы         | ул. Катаева, 20               |

11 дошкольных учреждений на 2053 ребёнка, из которых: 2 санаторных (№ 38,231), в которых проходят курс лечения 233 тубинфицированных ребёнка; специализированное дошкольное заведение № 143 с логопедическими группами на 285 детей.
| Образовательные учреждения                                                                  | Адрес учреждения             |
| ------------------------------------------------------------------------------------------- | ---------------------------- |
| Дошкольное учебное заведение (ясли-сад) № 6 комбинированного типа                           | ул. Николая Бажана, 4        |
| Дошкольное учебное заведение (ясли-сад) № 15 комбинированного типа                          | ул. Академика Богомольца, 5а |
| Дошкольное учебное заведение (ясли-сад) № 18 общего развития                                | ул. Свинаренко, 10           |
| Дошкольное учебное заведение (детский сад) № 32 общего развития                             | ул. Лысенко, 41              |
| Дошкольное учебное заведение (ясли-сад санаторного профиля) № 38 комбинированного типа      | ул. Свет Шахтёра, 33а        |
| Дошкольное учебное заведение (детский сад) № 82 общего развития                             | ул. Власенко, 7              |
| Дошкольное учебное заведение (ясли-сад логопедического профиля) № 143 комбинированного типа | Львовская ул., 21            |
| Дошкольное учебное заведение (ясли-сад) № 156 комбинированного типа                         | ул. Грищенко, 28а            |
| Дошкольное учебное заведение № 163                                                          | Болгарский пер., 10          |
| Дошкольное учебное заведение (ясли-сад санаторного профиля) № 231 комбинированного типа     | ул.Ильи Коваля, 51           |
| Дошкольное учебное заведение № 286                                                          | ул. Катаева, 2               |

## Культура
На территории района расположено 8 учреждений культуры клубного типа, из них — 7 ведомственных клубных учреждений культуры и 1 частный молодёжный клуб. А также 3 учебных заведения эстетического воспитания. При станции юных техников открыто 62 учебных группы в 16-ти кружках на 900 детей и работают 24 педагога. В Центре детского и юношеского творчества № 2 Новобаварского р-на работают 46 педагогов и 116 учебных групп в 35-ти кружках,
| Учреждение                                                      | Адрес учреждения             |
| --------------------------------------------------------------- | ---------------------------- |
| Детская школа искусств № 2 им. П. И. Чайковского                | Москалёвская ул., 142        |
| Детская школа искусств № 4 им. Н. Д. Леонтовича                 | бул.Гончаровский, 17         |
| Детская музыкальная школа № 7 им. М. П. Мусоргского             | ул. Посольская, 22           |
| Центр внешкольного образования Октябрьского р-на                | Гостиная ул., 16             |
| Харьковская станция юных техников                               | ул. Ак. Богомольца, 5а       |
| Подростковый клуб «Аврора»                                      | ул. Академика Богомольца, 1а |
| Культурно-деловой центр «Бавария»                               | Ново-Баварский пр., 77       |
| Культурный центр приборостроительного завода им. Т. Г. Шевченко | Москалёвская ул., 99         |
| Дом культуры завода «Свет Шахтера»                              | Степной пер., 42/43          |

В Октябрьском районе Харькова работает 10 массовых библиотек с книжным фондом более 431 тыс. экз., обслуживают более 25 тыс. читателей в год.
| Учреждение                                      | Адрес учреждения            |
| ----------------------------------------------- | --------------------------- |
| Центральная районная библиотека им. И. Франка   | ул. Полтавский шлях, 57/59  |
| Центральная детская библиотека им. О. Матросова | бул.Гончаровский, 13        |
| Библиотека филиал № 1 им. Н. Некрасова          | Владимирская ул., 35        |
| Библиотека филиал № 7 им. А. Барто              | ул. Академика Богомольца, 1 |
| Библиотека филиал № 12 им. Л. Чайкиной          | ул. Дудинской, 10           |
| Библиотека филиал № 19 им. П. Грабовского       | Семинарская ул., 92         |
| Библиотека филиал № 20 им. М. Кисляк            | ул. П. Набойченко, 66       |
| Библиотека филиал № 23 им. М. Лермонтова        | ул. Дудинской, 6            |
| Библиотека филиал № 36 им. Н. Добролюбова       | Ново-Баварский пр., 95      |
| Библиотека филиал № 30                          | ул. Кибальчича, 37          |

## Спорт
В Новобаварском районе насчитывается 7 спортивных учреждений. В детско-юношеской спортивной школе № 5 на 4 отделениях в 73 кружках занимаются спортом 1076 чел.
| Учреждение                                                              | Адрес учреждения                                                    |
| ----------------------------------------------------------------------- | ------------------------------------------------------------------- |
| Детско-юношеская спортивная школа № 5                                   | Ново-Баварский пр., 86                                              |
| Спортивный клуб «Свет Шахтера»                                          | Большая Гончаровская ул., 39/41                                     |
| Спортивная детско-юношеская школа олимпийского резерва «Маяк»           | Селянская ул., 84 (разрушена после банкротства завода им. Шевченко) |
| Стадион «Маяк»                                                          | Москалёвская ул., 99 (парк им. Квитки-Основьяненко)                 |
| Стадион «Арсенал»                                                       | Ново-Баварский пр., 1                                               |
| Октябрьский учебно-спортивный центр общества содействия обороны Украины | Дмитриевская ул., 21                                                |
| Спортивный клуб «Феникс»                                                | пр. Дзюбы, 7                                                        |

## Медицина
В районе расположено 13 медицинских учреждений на 1505 койко-мест, из них:
- Медицинская специализированная часть № 12;
- Украинский научно-практический медицинский центр акушерства, гинекологии и репродуктологии;
- Институт терапии им. Л. Т. Малой АМН Украины;
- Областной госпиталь для инвалидов;
- Областная туберкулезная больница;
- Областной детский специализированный санаторий № 2;
- Городская клиническая больница № 31;
- Городская больница № 3;
- Городская поликлиника № 22;
- Городская детская поликлиника № 2;
- Психоневрологический диспансер № 16.